# Brian Babit
Brian Babit est un footballeur français, né le 21 mars 1993 à Saint-Avold. Il joue à l'US Forbach en Régional 1.

## Biographie
Alors qu'il est au centre de formation du Football Club de Metz, Brian Babit se fait renvoyer du centre "pour raison extra-sportive". Le directeur qui a pris la décision de le renvoyer, Denis Schaefer, parle de lui comme « un joueur de talent, explosif et spontané. Il avait vraiment des qualités. » Il est donc contraint de quitter ses amis Yeni N'Gbakoto, Romain Métanire, Anthony Mfa Mezui, Bouna Sarr et Thibaut Vion.
Sans club, il décide de rejoindre ses frères Mike et Anthony à l'Étoile Naborienne. Sébastien Ferrand, son nouvel entraîneur raconte : « C’est un gros travailleur, ambitieux, avec un caractère de gagneur. Cet été-là, on avait un deal tous les deux. Il m’aidait à aller en DH (Division d'Honneur) et je le laissais faire tous les essais qu’il voulait. Brian aura été un grand artisan de la montée et un moteur pour tout le monde. Il a marqué une trentaine de buts et il s’est engagé avec Dijon l’été suivant. »
Babit évolue avec l'équipe réserve du DFCO lors de la saison 2012-2013. Jusqu'à ce que le coach dijonnais Olivier Dall'Oglio l'appelle dans le groupe professionnel pour la rencontre à Niort comptant pour la 9e journée de Ligue 2. Le jeune lorrain reviendra avec le groupe pro lors des rencontres contre Nîmes, à Sedan et à Guinguamp, jouant un total de 29 minutes.
Lors de la saison 2013-2014, Brian Babit est souvent sélectionné dans le groupe professionnel, tout en jouant régulièrement avec la réserve, en CFA 2. Il inscrit ses premiers buts professionnels lors de la rencontre de Coupe de France face à Fabrègues, et son premier but en championnat moins de deux semaines plus tard, à Châteauroux. Il signe son premier contrat professionnel avec le DFCO le 23 janvier 2014

## Statistiques
| Saison                | Club                  | Championnat           | Championnat | Championnat | Coupe nationale | Coupe nationale | Coupe de la Ligue | Coupe de la Ligue | Total | Total |
| Saison                | Club                  | Division              | M.          | B.          | M.              | B.              | M.                | B.                | M.    | B.    |
| 2012-2013             | Dijon FCO             | Ligue 2               | 2           | 0           | 1               | 0               | 0                 | 0                 | 3     | 0     |
| 2013-2014             | Dijon FCO             | Ligue 2               | 19          | 3           | 4               | 4               | 0                 | 0                 | 23    | 7     |
| 2014-2015             | Dijon FCO             | Ligue 2               | 5           | 0           | 2               | 1               | 2                 | 1                 | 9     | 2     |
| 2014-2015             | Amiens SC (prêt)      | National              | 14          | 3           | 0               | 0               | 0                 | 0                 | 14    | 3     |
| 2015-2016             | Dijon FCO             | Ligue 2               | 1           | 0           | 1               | 0               | 0                 | 0                 | 2     | 0     |
| 2015-2016             | ASM Belfort           | National              | 15          | 1           | 0               | 0               | -                 | -                 | 15    | 1     |
| 2016-2017             | Sarreguemines FC      | CFA 2                 | 11          | 4           | 0               | 0               | -                 | -                 | 11    | 4     |
| 2017-2018             | Sarreguemines FC      | CFA 2                 | 23          | 11          | 0               | 0               | -                 | -                 | 23    | 11    |
| 2018-2019             | RE Virton             | Division 3            | 6           | 0           | 0               | 0               | -                 | -                 | 6     | 0     |
| Total sur la carrière | Total sur la carrière | Total sur la carrière | 96          | 22          | 8               | 5               | 2                 | 1                 | 106   | 28    |